# 엠마 (2020년 영화)
《엠마》(영어: Emma)는 2020년 코미디 드라마 영화로, 제인 오스틴의 소설 《에마》의 영화화 작품이다. 오텀 드 와일드 감독이 연출하고 소설가 엘리너 캐턴이 각본을 썼으며, 애니아 테일러조이가 주인공 엠마 우드하우스 역을, 조니 플린이 조지 나이틀리 역을, 빌 나이가 우드하우스씨 역을 맡았다.
포커스 피처스의 배급으로 2020년 2월 14일 영국에 개봉한다.

## 출연진
- 애니아 테일러조이 - 엠마 우드하우스
- 조니 플린 - 조지 나이틀리
- 빌 나이 - 우드 하우스 씨
- 미아 고스 - 해리엇 스미스
- 미란다 하트 - 베이츠 양
- 조시 오코너 - 엘튼 씨
- 캘럼 터너 - 프랭크 처칠
- 루퍼트 그레이브스 - 웨스턴 씨
- 제마 휄런 - 웨스턴 부인
- 앰버 앤더슨 - 제인 페어팩스
- 태니아 레이놀즈 - 엘튼 부인
- 코너 스윈들스